# Iníon Dubh

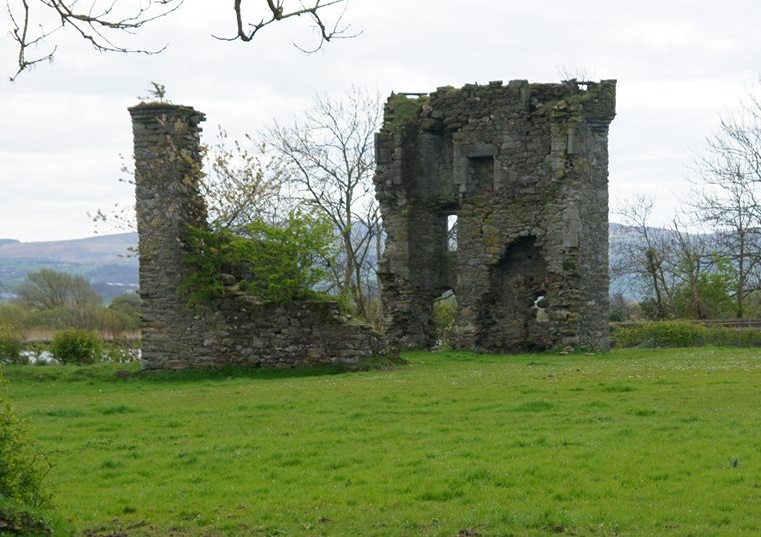
Una fotografía del castillo de Mongavlin cerca de Lifford en el condado de Donegal. La casa de Ineen dubh, madre de Red Hugh O'Donnell.

Finola MacDonnell, más conocida por el apodo irlandés Iníon Dubh, fue reina de Tyrconnell (fl. 1570 - 1608). Era hija de James MacDonald, 6.º de Dunnyveg y Agnes Campbell, segunda mujer de Sir Hugh O'Donnell, rey de Tyrconnell, y madre de entre otros Hugh Roe O'Donnell, Rory O'Donnell, 1.º conde de Tyrconnell y Cathbarr O'Donnell. Su alias Iníon Dubh significa en irlandés "hija oscura", y ha sido también transcrito como Ineen Dubh.

## De fondo
Iníon Dubh se crio en la corte estuardo en Escocia, lo que le daría valiosas conexiones personales para garantizar mercenarios escoceses a los ejércitos de O'Donnell tras su matrimonio alrededor de 1570.
Dio a luz cuatro hijos, incluyendo los últimos dos reyes de Tyrconnell, Hugh y Rory. Cuándo su marido desarrolló demencia senil en su vejez, Finola asumió la regencia del territorio. Está descrita en los Anales de los Cuatro Maestros "como la madre de los Macabeos que unió el corazón de un hombre al pensamiento de una mujer".

## Actividad política
En 1587 su hijo mayor Hugh Roe O'Donnell fue secuestrado y encarcelado en Castillo de Dublín. En su ausencia, se dedicó a defender la reclamación de su hijo al trono. En 1588 mandó asesinar a su sobrino Hugh Gavelach O'Neill, tras un intento de golpe por su parte. En 1591 un hijo del primer matrimonio de su marido, Domhnall Dubh O'Donnell, intentó tomar el poder pero fue vencido y muerto en la batalla de Lug na Cnamh. Durante este periodo realizó repetidos intentos para asegurar la liberación o la huida de Hugh Roe del Castillo de Dublín.
Cuándo Hugh Roe finalmente huyó en 1592, sobornó al otro pretendiente Niall Garve O'Donnell (Niall Garbh Ó Domhnaill) y persuadió su marido de abdicar en favor de su hijo. El historiador Hiram Morgan nota que la elección de Hugh Roe en 1592 fue "un acto orquestado en el que la influencia de su madre fue primordial".
Se retire a Kilmacrennan. En 1608, con todos sus hijos muertos, ella involucró a su yerno, Niall Garve, en actividades rebeldes que terminaron con él en la Torre de Londres. La fecha de su muerte es desconocida. En sus últimos años usó el Castillo de Mongavlin, una pequeña fortaleza en las orillas del río Foyle, como residencia justo al sur de St Johnston en The Laggan de Donegal del este.